# Typosyllis antarctica
Typosyllis antarctica är en ringmaskart som beskrevs av Averincev 1972. Typosyllis antarctica ingår i släktet Typosyllis och familjen Syllidae. Inga underarter finns listade i Catalogue of Life.